# Sayaka Yamaguchi
Sayaka Yamaguchi (jap. 山口 紗弥加 Yamaguchi Sayaka; ur. 14 lutego 1980 r. w Fukuoce) – japońska aktorka.

## Życiorys
Yamaguchi w 1994 roku, kiedy miała 14 lat, zadebiutowała w reklamie telewizyjnej „Nissin Foods”.

## Filmografia

### Seriale
- Unnatural (TBS 2018)
- Joshu Seven (TV Asahi 2017)
- Kanna-san! (TBS 2017)
- Byplayers ~ Moshimo 6-nin no Meiwakiyaku ga Sharehouse de Kurashitara (TV Tokyo 2017)
- Onna Joushu Naotora (NHK 2017)
- IQ246 ~ Kareinaru Jikenbo (TBS 2016)
- Unmei ni, Nita Koi (NHK 2016)
- Juken no Cinderella (NHK BS Premium 2016)
- Love Song (Fuji TV 2016)
- Siren (Fuji TV, KTV 2015)
- Kounodori (TBS 2015)
- Risk no Kamisama (Fuji TV 2015)
- Yokoso, Wagaya e (Fuji TV 2015)
- Yamegoku ~ Yakuza Yamete Itadakimasu (TBS 2015)
- Scapegoat (Wowow 2015)
- Kindaichi Kosuke VS Akechi Kogoro Futatabi (Fuji TV 2014)
- Binta! (NTV, YTV 2014)
- Silent Poor (NHK 2014)
- Kazokugari (TBS 2014)
- Ando Lloyd ~ A.I. Knows Love? (TBS 2013)
- Galileo 2 (Fuji TV 2013)
- Akujo no Mesu Episode 2 (Fuji TV 2012)
- TOKYO AIRPORT ~Tokyo Kukou Kansei Hoanbu~ (Fuji TV 2012)
- Toshi densetsu no onna (TV Asahi 2012)
- Hayami-san to Yobareru Hi SP (Fuji TV 2012)
- Higashino Keigo Mysteries (Fuji TV 2012, odc. 9)
- Mou Yuukai Nante Shinai (Fuji TV 2012)
- Hayami-san to Yobareru Hi (Fuji TV 2012)
- Ie de Shinu to Iu Koto (NHK 2012)
- HUNTER ~Sono Onnatachi, Shoukin Kasegi~ (Fuji TV, KTV 2011)
- Zettai Reido 2 (Fuji TV 2011)
- Zettai Reido ~ Mikaketsu Jiken Tokumei Sousa SP (Fuji TV 2011)
- Ougon no Buta (NTV 2010)
- Zettai Reido (Fuji TV 2010)
- Konkatsu! (Fuji TV 2009) odc.3
- Akai Ito (Fuji TV 2008)
- Shoni Kyumei (TV Asahi 2008)
- Yasuko to Kenji (NTV 2008)
- Torishimarare Yaku Shinnyu Shain (TBS 2008)
- Nodame Cantabile SP (Fuji TV 2008)
- Shikaotoko Aoniyoshi (Fuji TV 2008) odc.1
- Abarenbo Mama (Fuji TV 2007)
- Konshu Tsuma ga Uwaki Shimasu (Fuji TV 2007) odc.7
- 14 Sai no Haha (NTV 2006)
- Shimokita Sundays (TV Asahi 2006)
- Koi no Kara Sawagi Drama Special Love Stories II (NTV 2005)
- Anego (NTV 2005) jako Saotome Kana
- Division 1 Hungry Kid (Fuji TV 2004)
- Water Boys 2 (Fuji TV 2004)
- Wakaba (NHK 2004)
- Boku to Kanojo to Kanojo no Ikiru Michi (Fuji TV 2004)
- Koisuru Top Lady (Fuji TV 2002)
- Hanamura Daisuke (Fuji TV 2000) odc.1,2
- Gekka no Kishi (TV Asahi 2000)
- Doctor (TBS 1999)
- Shin Oretachi no Tabi (Fuji TV 1999)
- Kawaii dake ja dame kashira (TV Asahi 1999)
- Hashire Koumuin (Fuji TV 1998)
- Koritsuku Natsu (NTV 1998)
- Rendezvous (TBS 1998)
- Futari (TV Asahi 1997)
- Oishii Kankei (Fuji TV 1996)
- Yami no Purple Eye (TV Asahi 1996)
- Ginrou Kaiki File (NTV 1996)
- Hanayome wa 16-sai (TV Asahi 1995)
- Heart ni S (Fuji TV 1995)
- Wakamono no Subete (Fuji TV 1994)

### Filmy
- Mikkusu (2017)
- April Fools (Eipuriru Furuzu) (2015)
- Flare (2014)
- Umarekawari No Monogatari (2012)
- Ramen Samurai (2011)
- Sofutoboi (2010)
- Nodame Kantabire saishu gakusho - * Gopen (2010)
- Nodame Kantabire saishu gakusho - Zenpen (2009)
- Nonchan noriben (2009)
- Kenchou no Hoshi (2006)
- Check It Out, Yo! (2006)
- Waters (2006)
- Tomie: Replay (2000)
- Mothra 2 (1997)
- Tokimeki Memorial (1997)
- Rebirth of Mothra (1996)
- Boku wa benkyo ga dekinai (1996)
- Rikyu (1989)

## Dyskografia

### Albumy studyjne
- 1999 Romantic